# Torero!
Torero! é um filme de drama mexicano de 1956 dirigido e escrito por Carlos Velo. Foi indicado ao Oscar por Melhor Documentário.
Foi selecionado como representante do México à edição do Oscar 1957, organizada pela Academia de Artes e Ciências Cinematográficas.

## Elenco
- Luis Procuna
- Consuelo Procuna
- Ángel Procuna
- Antonio Sevilia
- José Farjat
- Arturo Fregoso
- Ponciano Díaz
- Paco Malgesto
- Manolete